# Beate Klarsfeld
Beate Klarsfeld (født 13. februar 1939 i Berlin i Tyskland) er en tysk-fransk journalist, der er kendt for sit arbejde med at opklare nazismens forbrydelser. 
Beate Klarsfeld var datter af en værnemagtssoldat. Hun blev døbt Beate Kunzel, men i 1960 mødte hun Serge Klarsfeld, som hun senere blev gift med og fik hans efternavn. 
Parret har arbejdet for at opklare naziforbrydelser og få de ansvarlige dømt. De blev bl.a. kendt for at bringe Klaus Barbie for retten.
Beate Klarsfeld blev første gang kendt, da hun i 1968 forklædt som journalist gav den tidligere tyske kansler Kurt Georg Kiesinger en lussing under et CDU-møde. Kiesinger var medlem af det tyske Nazistparti under 2. verdenskrig og havde arbejdet for udenrigsministeriets propagandaafdeling.  Til valget i Tyskland 1969 var hun kandidat for partiet Aktion Demokratischer Fortschritt. Partiet opnåede 0,6 % af stemmerne.
Den 9. juli 1979 tog gruppen ODESSA ansvaret for et mislykket attentat mod Serge og Beate Klarsfeld. En bombesprænging af deres bil. Gruppen krævede, at de skulle stoppe med at forfølge nazister.
Trods attentatet førte Klarsfelds en kampagne mod den østrigske præsident fra 1986, Kurt Waldheim, en tidligere nazist og officer i det tyske SA. Denne kampagne var så effektiv, at de fleste vestlige lande undgik Kurt Waldheim.